# Simplício (governador de Ceuta)
Conde Simplício foi Governador de Ceuta (Septa) nos anos 682/683.
Simplício teria sido governante de Ceuta enquanto território da Espanha Bizantina e próximo ao final da presença Bizantina na Península Ibérica e da província da Espânia. Este curto período precede a conquista da Península Ibérica pelo reinado Visigodo seguida da conquista pelos Árabes.
As referências ao conde Simplício e Ceuta ao longo do século VII são esparsas. Sabe-se que no ano 682/683, o Papa Leão II escreveu ao Conde Simplício para informá-lo sobre o que foi acordado no III Concílio de Constantinopla (VI Concílio Ecuménico), instando-o a difundi-la nos territórios sujeitos ao seu governo. A carta do pontífice foi acompanhada de outras semelhantes dirigidas ao rei Ervigio, a Quirício, Arcebispo de Toledo e ao Episcopado Visigodo e levou ao Décimo quarto Concílio de Toledo.
Fontes árabes  mencionam desafio militar com Ceuta cujo governador dispunha de meios navais e a ajuda do Rei visigodo Vitiza (702-710). De acordo com essa interpretação, pode-se supor que Ceuta deixou de ser território bizantino na primeira década do século VIII após a menção a Conde Simplício. 
 O  Império Bizantino se mostrou progressivamente incapaz de resistir ao avanço Árabe. Após a tomada definitiva de Cartagena em 698, os Árabes expulsam a frota Bizantina vinda de Constantinopla e conquistam o domínio naval no Mediterrâneo ocidental.  Alguns bizantinos permanecem em áreas como as ilhas Baleares. A Espanha Bizantina fica em posição isolada em Ceuta com impossibilidade de receber reforços da Sicília ou das Ilhas Baleares. Isto provavelmente lhes deram uma situação de independência para negociar uma aliança com o rei Visigodo, até então, inimigo.
Em 709 Ceuta é conquistada pelo Califado Omíada iniciando um longo período de dominação por vários Califados. A partir de Ceuta os árabes iniciaram incursão pela Península Ibérica vindo a conquistar "toda a Hispania" com o colapso da nobreza visigótica em 713. 

Ceuta foi conquistada pelos portugueses em 1415, sendo reconhecida como território português no Tratado das Alcáçovas (1479) e no Tratado de Tordesilhas (1494).
No período Bizantino Ceuta foi usada como um lugar para exílio de personagens importantes como o tesoureiro imperial Filagrio, exilado por ordem de Heracleonas e sua mãe, a imperatriz Martina, entre maio e setembro de 641, devido a seu apoio a Constantino III.